# 张佐臣
张佐臣（1906年—1927年7月1日），又名张鹏、张人杰，浙江平湖人。中国共产党早期领导人。

## 生平
早年在上海日商大康纱厂当工人、车间记工员。1924年，参加蔡之华创办的沪东工人进德会，不久加入中国共产党。1925年2月，领导上海日商大康纱厂的二月罢工。日商被迫请上海总商会出面斡旋，要求与工人谈判，他为五人代表之一，迫使日商答应部分条件。并以代表身份与当局交涉，营救出在罢工中被捕的邓中夏、孙良惠等。同年5月，担任沪西纱厂工会总主任兼顾正红事件募捐主任，领导纺织工人参加五卅运动。后随邓中夏到广州参加第二次全国劳动大会。同年8月，他被选为上海纱厂总工会主要负责人之一，并担任新成立的中共上海区委候补委员。1926年春，在第三次全国劳动大会上被选为中华全国总工会执行委员。同年，任中共无锡独立支部书记。1927年，在中国共产党第五次全国代表大会上当选为中央监察委员。同年6月，在上海被捕。7月在龙华国民党淞沪警备司令部遇害。